# Auta5P

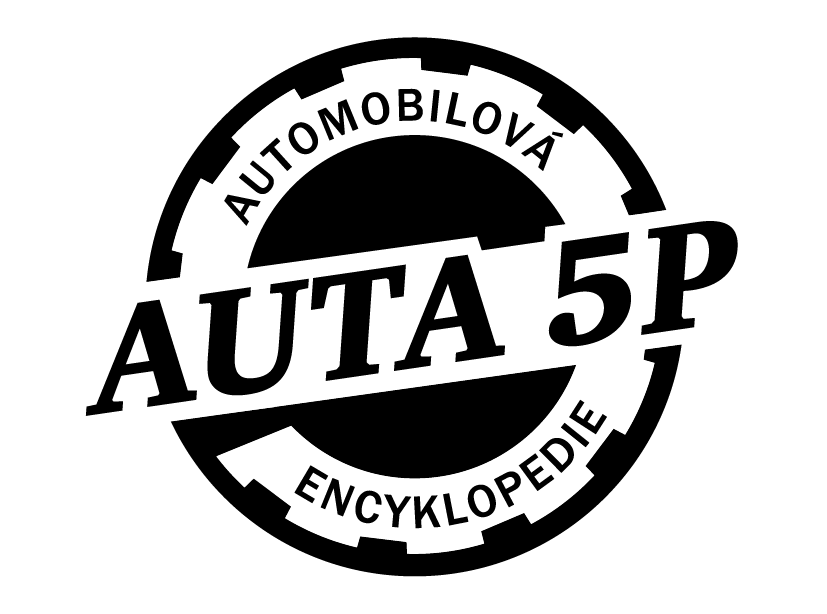
Encyklopedie Auta5P

Auta5P je internetová automobilová encyklopedie, postupně vytvářená od roku 2000. Její snahou je podchytit vývoj osobních automobilů od prvních parních samohybů z roku 1769 až po poslední současné modely automobilů všech světových značek. Každá značka má uvedenu historii firmy a své logo. Jednotlivé modely obsahují fotografie, technické údaje a popis modelu. Jsou zde uváděny nejen velkosériově vyráběné vozy, ale i speciály, postavené jako jediný exemplář. Encyklopedie dále obsahuje přehled typů motorů (včetně animace pohybu jejich vnitřních částí), podvozkových orgánů i karosérií. Jsou v ní reportáže z automobilových výstav, desítky testů, přehled pozemních rychlostních rekordů, historie volby auta roku, vysvětlení zkratek z oboru automobilů, automobilová muzea, srazy veteránů, kreslené vtipy a mnoho dalšího. Encyklopedie není jen pouhou fotogalerií nebo souhrnem tabulkových údajů, ale poskytuje komplexní pohled na automobilovou historii i současnost.
Autorem encyklopedie je Ing. Bc. Zdeněk Patera, který se sběru dat o automobilech věnuje již od šedesátých let dvacátého století. V encyklopedii jsou desetitisíce fotografií osobních automobilů, většinu z nich autor vlastnoručně pořídil na výstavách, srazech, závodech, v muzeích i na ulicích.
Z encyklopedie Auta5P čerpá řada článků na českých i zahraničních stránkách wikipedie a na dalších webech. Snímky z ní naleznete i v několika knižních publikacích.